# بزهکاری
بزهکاری گونه‌ای از کج‌روی است که به هنجارشکنی بیش از ارزش‌شکنی گرایش دارد؛ به همین دلیل، نسبت به جرم گسترش معنایی بیشتری دارد.

## علل بزهکاری
یکی از نخستین انسان‌شناسان فرانسوی، پل بروکا، مدعی کشف ویژگی‌هایی در جمجمه و مغز بزهکاران شد که آن‌ها را از افراد پیرو قانون متمایز می‌ساخت. جرم‌شناس ایتالیایی چزاره لومبروزو، که در سال‌های‌دههٔ ۱۸۷۰ کار می‌کرد، اذعان می کرد که بعضی افراد با تمایلات بزهکارانه متولد می‌شوند و در حقیقت روی آوردن به بزهکاری در آن‌ها نوعی بازگشت به انسان ابتدایی‌تر است. او معتقد بود انواع بزهکاران را می‌توان از روی شکل جمجمه تشخیص داد. لومبروزو می‌پذیرفت که یادگیری اجتماعی می‌تواند بر تکامل تمایلات بزهکارانه تأثیر بگذارد اما بزهکاران را از نظر زیست‌شناختی ناقص می‌دانست. ریچارد داگدیل، برای بررسی رفتار بزهکارانه به شجره‌نامه‌های خانوادگی توجه نشان داد تا تفاوت در تمایلات ارثی نسبت به بزهکاری را نشان بدهد. اندیشه ارتباط میان ساختمان زیستی و بزهکاری در مطالعات ویلیام شلدون در سال ۱۹۴۰ از سر گرفته شد. شلدون سه نوع اصلی ساختمان بدنی انسان را متمایز کرد و عنوان کرد که یکی از آن‌ها مستقیماً با بزهکاری ارتباط دارد. شلدون نوشت که افراد دارای ماهیچه‌های قوی و فعال بیش از افراد دارای ساختمان بدنی لاغر یا افراد فربه؛ احتمال دارد که بزهکار شوند. مطالعات دیگری که جان گولک انجام داد، یافته‌های‌نسبتاً مشابهی را تأیید کرد. آرتون هوربرت تمایلات بزهکارانه را با گروه خاصی از کروموزوم‌ها در وراثت ژنتیکی مربوط ساخته است. هوربرت ادعا کرده‌است که بزهکاران یک کروموزوم Y اضافه داشته‌اند. بر اساس فرضیه هوربرت، ساختمان ژنتیک افراد در تحریک‌پذیری و پرخاشگری آن‌ها نقش دارد.
دیدگاه جامعه‌شناسی، به نهاد اجتماعی و ارتباطات توجه دارد. جوامع امروزی خرده‌فرهنگهای خاص همنوایی دارند که ممکن است رفتار خارج از آن رفتار بزهکارانه تلقی شود. در حقیقت بزهکاری نوعی کجروی و جرم نوعی از بزهکاری است که شدت بیشتری را در بر می‌گیرد. جرم به تفاوت ارتباطات مربوط می‌شود و محیط‌های اجتماعی که مشوق فعالیت‌های غیرقانونی هستند آن را ترویج می‌کنند؛ در حالی که بی‌هنجاری، بزهکاری را شکل می‌دهد. طبقه‌بندی رفتار کج‌روانه از ضعیف به شدید عبارت است از بدعت‌گذاری، شعائرگرایی، انزواگرایی، هنجارشکنی، تخلف، بزهکاری و جرم.

## بزهکاری نوجوانان
ریچارد کلووارد و لوید ایر نخستین کسانی بودند که باندهای نوجوانان بزهکار را مورد مطالعه قرار دادند. آن‌ها استدلال کردند که این باندها در اجتماعات خرده‌فرهنگی که احتمال دست‌یابی به موفقیت از راه قانونی در آن اندک است به وجود می‌آیند. بنابراین اکثر بزهکاران نوجوان در اجتماعات اقلیت محروم هستند. اعضای باندها برخی جنبه‌های مطلوب موفقیت مادی را می‌پذیرند، اما این ارزش‌ها از طریق خرده‌فرهنگ‌های اجتماع محلی پالایش می‌شوند. در محلاتی که شبکه‌های بزهکاری سازمان‌یافته وجود دارد، بزهکاری‌های‌کوچک مانند دزدی؛ به زندگی تبهکاری بزرگسالان هدایت می‌شود. در مناطقی که این‌گونه شبکه‌ها یافت نمی‌شوند بزهکاری باندهای نوجوانان معمولاً شکل نزاع و وحشی‌گری به خود می‌گیرد؛ زیرا فرصت اندکی برای اعضای باند وجود دارد تا به صورت جزئی از شبکه‌های بزهکاری بیرون آیند. افرادی که نمی‌توانند با نظم اجتماعی مشروع یا با خرده‌فرهنگ‌های بزهکاری روبه‌رو شوند معمولاً به انزواگرایی مبتلا می‌شوند و گرفتار اعتیاد به مواد مخدر خواهند شد. کار کلوووارد و آلبرت کهن در مورد خرده‌فرهنگ‌های بزهکاری مطالعاتی داشتند که نشان داد شخص بزهکار معمولاً موقعیت فرودست خود را در درون نظم اجتماعی تشخیص می‌دهند و به جای هنجارفرستی، هنجارشکنی و به جای ارزش‌شکنی، هنجارشکنی را برمی‌گزیند.